# Terpsichore steyermarkii
Terpsichore steyermarkii är en stensöteväxtart som beskrevs av Paulo Henrique Labiak. Terpsichore steyermarkii ingår i släktet Terpsichore och familjen Polypodiaceae. Inga underarter finns listade.